# Claude Champagne (biskup)
Claude Champagne OMI (ur. 22 lipca 1947 w Lachine) – kanadyjski duchowny katolicki, biskup Edmundston od 2009.

## Życiorys
Święcenia kapłańskie otrzymał 9 sierpnia 1975 w zgromadzeniu misjonarzy oblatów Maryi Niepokalanej. Po święceniach został wykładowcą Uniwersytetu św. Pawła w Ottawie, gdzie pracował do 1996. W latach 1985–1987 oraz 1992-1996 był także członkiem rady prowincjalnej zakonu, zaś w latach 1996-2003 przełożonym kanadyjskiej prowincji.
25 marca 2003 otrzymał nominację na biskupa pomocniczego archidiecezji Halifax ze stolicą tytularną Sufasar. Sakry biskupiej udzielił mu 11 czerwca 2003 abp Terrence Prendergast SJ. Od lipca do października 2007 sprawował funkcję administratora apostolskiego archidiecezji w okresie sede vacante.
5 stycznia 2009 papież Benedykt XVI mianował go ordynariuszem Edmundston w metropolii Moncton. Ingres odbył się 25 marca 2009.